# اچ‌ام‌سی‌اس ایروکوا (دی‌دی‌جی ۲۸۰)
اچ‌ام‌سی‌اس ایروکوا (دی‌دی‌جی ۲۸۰) (به انگلیسی: HMCS Iroquois (DDG 280)) یک کشتی است که طول آن ۱۲۹٫۸ متر (۴۲۵٫۹ فوت) می‌باشد. این کشتی در سال ۱۹۷۰ ساخته شد.